# 田能村竹田

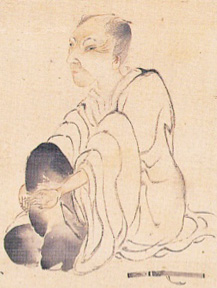
絹本墨畫淡彩田能村竹田自畫像

田能村竹田（日语：／ Tanomura Chikuden，1777年7月14日—1835年10月20日）是日本江戶時代的文人畫畫家，本名孝憲，字君彝，除了竹田外，亦號九疊仙史、隨緣居士，通稱行藏，父親是岡藩藩醫田能村碩庵，繪畫方面師承於岡藩畫家淵野真齋和當地畫家渡邊蓬島，亦曾經通過書信得到谷文晁的指導，弟子有高橋草坪、帆足杏雨和田能村直入。

## 生平
竹田作為碩庵的次子在安永6年（1777年）6月10日於豐後國直入郡竹田村（現大分縣竹田市）出生，天明7年（1787年）入讀藩校由學館，跟從唐橋君山、高本紫溟、村井琴山和村瀨栲亭等人學習儒家思想。寬政6年（1794年），他在其兄病逝後成為嫡子，四年後在岡藩的命令下棄醫從儒，並且出仕於由學館，後來更當上了頭取。同年，他在江戶幕府的命令下參與編輯了《豐後國志》，翌年跟隨君山在領內巡視，成書為止花費了達三年的時間。享和元年（1801年），為了校閱《豐後國志》，竹田前往了江戶，途中拜訪了木村蒹葭堂和谷文晁等人。文化元年（1804年），他繼任家督，獲賜予12人扶持。翌年，他為了治療長年的眼病，獲准前往京都和大坂尋求治療，順道學習。文化8年和9年（1811年 - 1812年），岡藩先後爆發一揆，竹田雖然亦先後上奏爭取改革藩政，但是未獲接納，最終在翌年以在經學方面才能有限，轉為往漢詩方面發展為由獲准辭官。
精於漢詩、書法、繪畫和和歌，亦好香道、茶道和華道的竹田在辭官後作為文人往返於九州地方和京都、大坂等地，與當地的文人進行交流，包括浦上玉堂、浦上春琴、篠崎小竹、小石元瑞、岡田米山人、岡田半江、青木木米、上田秋成和賴山陽等等。繪畫方面，竹田師承於岡藩畫家淵野真齋和當地畫家渡邊蓬島，谷文晁也曾經通過書信對其作出指導，後來畫風逐漸偏向南畫，成就最終超越了原本他擅長的漢詩，有不少流傳至今的畫作均獲指定為重要文化財，代表作之一的《稻川舟遊圖》描繪了他在文政12年（1829年）與小竹、坂上桐蔭一同送別回鄉的賴山陽時，在稻川泛舟的情境，而《松巒古寺圖》則是他為了賴山陽而繪畫的作品，是一幅模仿了王蒙畫風的山水畫，其餘的作表作還有《船窓小戲帖》和《亦復一樂帖》等等。另外，他也著有繪畫的理論書《山中人饒舌》，以及記錄了他與其他畫家和文人之間的交流的《竹田莊師友畫錄》。天保6年（1835年）8月29日，在其子如仙從故鄉趕至陪同下，他在大坂的岡藩邸死去，終年59歲，其墓分別位於竹田和大阪府大阪市天王寺區的淨春寺。

## 竹田莊
竹田生前居住的地方位於現在大分縣竹田市竹田和殿町，是一座朝向西面的兩層高瓦葺建築，稱為竹田莊。二樓是10帖大，名為對翠樓的書齋，東面是庭園，其北面是補拙廬，庭園的東西兩面分別是織部燈籠和筆塚，竹田莊的西面則是畫聖殿，北面是竹田市歷史文化館，該館展示了有關竹田的文物，其中館藏的竹田作品《紙本墨書不死吟》為大分縣指定文化財。另外，竹田莊西南約490米一處稱為胡麻生的地方建有竹田的墓，內有如仙在弘化元年（1844年）帶來的竹田的頭髮，參照了在淨春寺的墓地，高約1.73米，正面刻有「竹田先生墓」，墓前有兩座在天保15年（1844年）7月由中川長裕和帆足杏雨等人獻上的石燈籠。1948年1月14日，以「舊竹田荘 附 田能村竹田墓」的名義獲指定為日本國史跡。

## 代表作

### 重要文化財
- 《紙本淡彩船窓小戲帖》（1帖，個人藏，1936年5月6日指定[8]）
- 《紙本淡彩稻川舟遊圖》（1幅，大分縣立美術館藏，1962年6月21日指定[9]）
- 《紙本淡彩亦復一樂帖》（1帖全13圖，寧樂美術館（日语：寧楽美術館）藏，1936年5月6日[10]）
- 《絹本著色歲寒三友雙鶴圖》（1幅，個人藏，1963年7月1日指定[11][12]）
- 《紙本淡彩松巒古寺圖》（1幅，東京國立博物館藏，1939年5月27日指定[13]）
- 《紙本著色梅花書屋圖》（1幅，出光美術館藏，1963年7月1日指定[14]）
- 「田能村竹田關係資料（帆足家傳來）」（23幅，大分市美術館藏，1969年6月20日指定[15]）

### 文化財
- 《煙霞帖》（1帖，京都國立博物館藏，重要美術品（日语：重要美術品）[16]）
- 《紙本淡彩風雨渡江圖》（1幅，千葉市美術館（日语：千葉市美術館）藏，重要美術品兼登錄美術品，2018年6月12日登錄[17]）

- 《絹本著色歳寒三友雙鶴圖》
- 《稻川舟遊圖》
- 《花卉圖》之一的《白梅圖》
- 《四季花鳥圖（春）》
- 《四季花鳥圖（夏）》
- 《四季花鳥圖（秋）》
- 《四季花鳥圖（冬）》
- 《雁來紅群雀圖》
- 《富士圖》
- 《白鶴圖》
- 《月下蘆雁圖屏風》
- 《梅花書屋圖》
- 《桃花流水圖》